# Ценность чуда
«Ценность чуда» — двенадцатый эпизод аниме-сериала «Евангелион» от студии Gainax; эпизод также известен под русским названием «„Не заставляй других страдать из-за твоей собственной ненависти“, — сказала она» (яп. 奇跡の価値は; дословно — «Ценность чудес»). Режиссёр — Хироюки Исидо, сценаристы — Акио Сацукава и Хидеаки Анно. Впервые был показан 20 декабря 1995 года на TV Tokyo, набрав 7,4 % аудитории. В эпизоде присутствуют отсылки на библейских персонажей и сюжеты.
Эпизод начинается с воспоминаний капитана агентства Nerv Мисато Кацураги о Втором ударе. Затем действие переходит в настоящее время. Мисато повышают до майора и она отмечает это с Синдзи Икари, Аской Лэнгли Сорью и их одноклассниками. Тем временем Nerv обнаруживает на орбите Земли десятого ангела Сахакиила. Достигнув Токио-3, он падает на него. Рей Аянами на Еве-00, Синдзи на Еве-01 и Аска на Еве-02 ловят ангела, объединив свои AT-поля, и уничтожают.

## Сюжет
Эпизод начинается с воспоминаний пятнадцатилетней давности капитана агентства Nerv Мисато Кацураги о Втором ударе. Отец Мисато несёт её и кладёт в спасательную капсулу, после чего сильный вихрь сносит капсулу в море. Затем действия переходят в настоящее время. Мисато повышают до звания майора и она отмечает это вместе с Синдзи Икари, Аской Лэнгли Сорью, Хикари Хораки, Тодзи Судзухарой и Кенске Аидой.
Руководитель Nerv Гэндо Икари и его заместитель Козо Фуюцики находятся на корабле, плывущем в красном море Антарктики. Им поступает сигнал об обнаружении десятого ангела Сахакиила на орбите Земли. Ангел кидает «бомбы» — куски своего тела, превращающиеся в отдельный организм. С помощью таких «бомб» он корректирует свою траекторию, наводясь на Токио-3: первая «бомба» падает в Тихий океан, а каждая последующая — всё ближе к городу. Мисато говорит Синдзи, Аске и Рей Аянами, что их Евангелионам нужно поймать ангела, объединив свои AT-поля, и уничтожить.
Сахакиил падает на Токио-3. Рей на Еве-00, Синдзи на Еве-01 и Аска на Еве-02 мчатся к месту его приземления. Синдзи прибегает первым и ловит ангела руками. Затем к нему присоединяются Рей и Аска. Последняя с помощью прогрессивного ножа уничтожает ядро Сахакиила. По завершении миссии Гэндо хвалит Синдзи. В конце эпизода Синдзи, Рей, Аска и Мисато ужинают в раменной.

## Производство
В 1993 году Gainax опубликовала «Предложение» (яп. 企画書), презентационный документ о «Евангелионе», в котором двенадцатый эпизод носил название «18-секундное чудо» (яп. 18秒の奇跡). Изначально, на Токио-3 должен был напасть ангел Турель (яп. トゥレル), также известный как Божественная скала (яп. 神岩の天使), описанный в «Предложении» как «большая автоматическая бомба». Его образ схож с шестнадцатым ангелом Армисаилом. Позже он был заменён на Сахакиила.
Режиссёром эпизода является Хироюки Исидо, сценаристами — Акио Сацукава и Хидеаки Анно, раскадровщиком — Масаюки Ямагути, главным аниматором — Сатоси Сигета. Во вступительной музыкальной теме эпизода использована песня «A Cruel Angel's Thesis» в исполнении Ёко Такахаси, а в заключительной — Misato Main версия песни «Fly Me to the Moon».

## Темы и отсылки

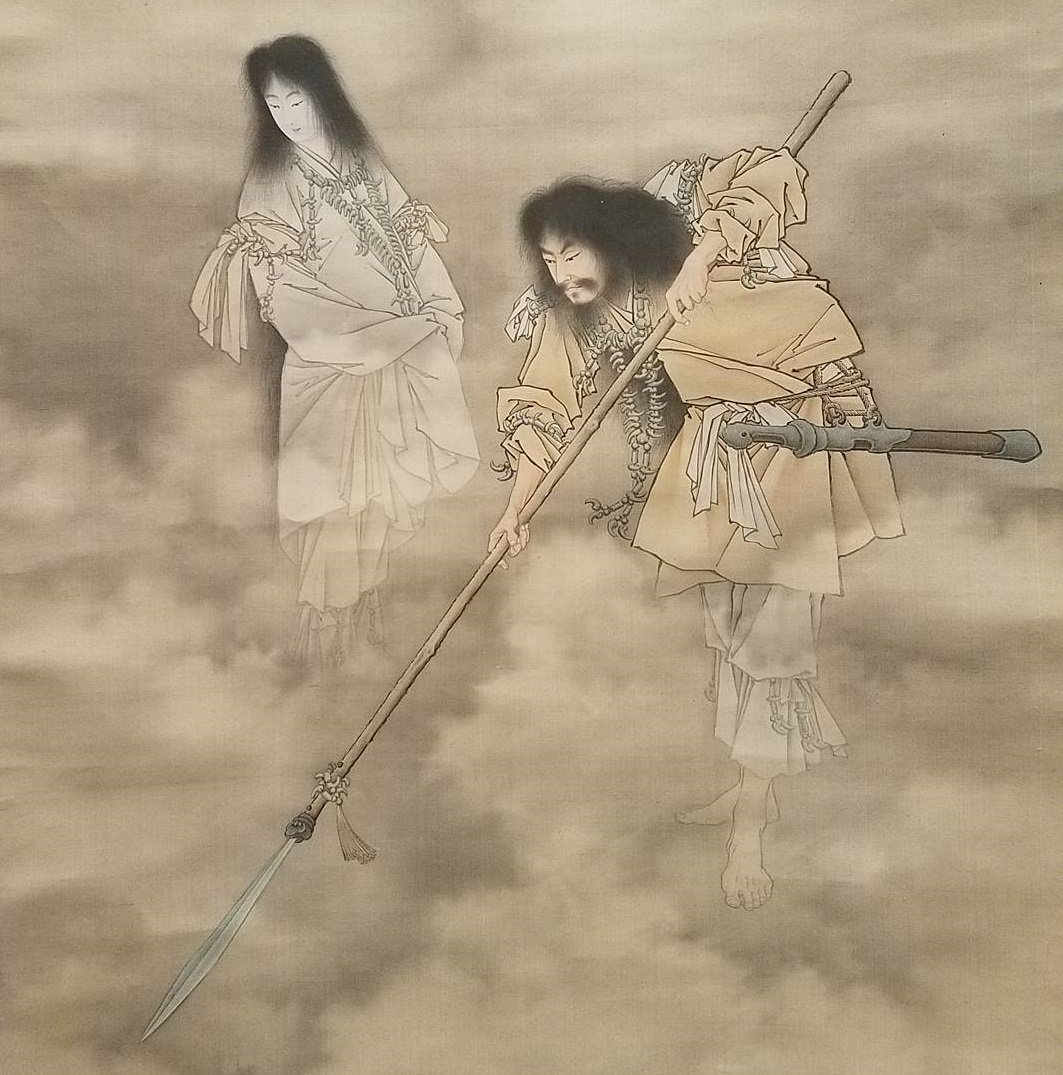
Аменонухоко

В «Ценности чуда» раскрываются внутренние миры Синдзи и Мисато: они оба не любят похвалу и находится в скоплении людей. В эпизоде Синдзи задаётся вопросом, по какой причине он, Аска и Рей пилотируют Ев. Аска считает, что её существование бессмысленно, если её талант в пилотировании Евы-02 не будет признан. Её поведение в эпизоде восходит к мужскому протесту, введённому Альфредом Адлером психологическому термину, характеризующего женщину, желающую занять социальную роль мужчины. Она хочет превзойти мужской пол, а точнее Синдзи, проявляя радикальное соперничество и комплекс неполноценности.
По мнению писателя Денниса Редмонда, сцена, в которой Гэндо хвалит Синдзи, является необычной для японской культуры, склонной поощрять групповые достижения, а не индивидуальные заслуги. Итальянский диалогист Гуальтьеро Каннарси сравнил появившееся в эпизоде выражение «поколение Второго удара» c Великим поколением — термином, обозначающим поколение американцев, выросших во время Великой депрессии и участвовавших во Второй мировой войне.
В «Ценности чуда» присутствуют отсылки на иудаизм и христианство. В начале эпизода был показан световой гигант — первый ангел Адам. Доцент кафедры религиоведения Университета Святого Лаврентия Марк Макуильямс отметил, что в этой форме он схож с Адамом из каббалистических текстов до его грехопадения. В эпизоде было впервые показано Копьё Лонгина, являющиеся отсылкой к одноимённому копью, которым было пронзено подреберье Иисуса Христа во время его распятия. Исследователь японской поп-культуры Патрик Дразен сравнил Копьё Лонгина из сериала с Аменонухоко, оружием синтоистских божеств  Идзанаги и Идзанами. Имя десятого ангела Сахакиила является отсылкой на одноимённого библейского ангела. Гэндо в разговоре с Фуюцуки в Антарктике упоминает концепцию первородного греха. Писатель Деннис Редмонд назвал их разговор псевдотеологическим. По мнению Тео Когода из Comic Book Resources, показанное в эпизоде море красного цвета в Антарктике является отсылкой на Откровение Иоанна Богослова, в котором все моря превратились в кровь. Соляные столбы в красном море являются отсылкой на жену Лота — библейского персонажа, сбежавшей из города Содом и превратившейся в соляной столп.

## Показ и критика
Впервые «Ценность чуда» был показан 20 декабря 1995 года на TV Tokyo, набрав 7,4 % аудитории. В 1997 году он занял 20-е место в гран-при Animage, набрав 81 голос. По мотивам эпизода официально были выпущены футболки.
Акио Нагатоми из The Anime Café назвал сюжет «Ценности чуда» стандартным для сериала. Редактор Film School Rejects Макс Ковилл поставил эпизод на 11-е место в своём рейтинге эпизодов «Евангелиона». Он похвалил его за новые сведения о жизни Мисато и назвал концовку одной из самых воодушевляющих в сериале. Также Ковилл поставил кадр из эпизода, на котором изображена Мисато во время Второго удара, на 14-е место своего рейтинга лучших кадров сериала. Томпсон Смит из looper.com поставил Сахакиила на 12-е место в своём рейтинге самых могущественных ангелов сериала, назвав его бумажным тигром.
Битва трёх Ев с Сахакиилом получила смешанные отзывы критиков. Редакторы Comic Book Resources Аджай Аравинд и Дэниел Курланд поставили битву на 9-е и 3-е места соответственно в своих рейтингах лучших битв сериала,  Джек Кэмерон из Screen Rant — на 14-е, назвав её слишком быстрой. Терон Мартин из Anime News Network назвал битву достаточно увлекательной и креативной, хорошо оценив участие в ней трёх Ев.
Эган Туссен из Polygon отметил сходство инопланетного существа «Джинса» из фильма 2022 года «Нет» режиссёра Джордана Пила с Сахакиилом. Позже Гийом Рошерон, супервайзер по визуальным эффектам фильма, в интервью журналу befores & afters сказал, что при создании «Джинсы» он и Пил черпали вдохновение с ангелов «Евангелиона».

## Продукция
«Ценность чуда» был включён в DVD-сборники «Second Impact Box» Gainax и «Евангелион. Том 2 серии 7―13» российской компании MC Entertainment, выпущенные 15 ноября 2000 и 28 июля 2005 года соответственно. Эпизод вошёл в Blu-ray-сборник «Neon Genesis Evangelion Blu-ray BOX», выпущенный японской компанией King Records 26 августа 2015 года. Японская компания Movic выпустила футболки, основанные на эпизоде.

### Комментарии
1. ↑  Второй удар — катаклизм, произошедший 13 сентября 2000 года в Антарктиде из-за слияния ДНК человека с первым ангелом Адамом экспедицией доктора Кацураги — отца Мисато[5].
2. ↑  AT-поле — область, окружённая пространством фазового перехода, способная создавать топологические пространства для предотвращения любого физическое воздействия[7].
3. ↑  Прогрессивный нож — оружие, лезвие которого вибрирует с высокой частотой и может прорезать объекты на молекулярном уровне[8].

### На японском языке
- Evangelion Chronicle (яп.). — DeAgostini, 2010. — Vol. 9.
- Evangelion Chronicle (яп.). — DeAgostini, 2010. — Vol. 10.
- Evangelion Chronicle (яп.). — DeAgostini, 2010. — Vol. 21.
- Evangelion Chronicle (яп.). — DeAgostini, 2010. — Vol. 23.
- Evangelion Chronicle (яп.). — DeAgostini, 2010. — Vol. 26.
- Evangelion Chronicle (яп.). — DeAgostini, 2010. — Vol. 45.
- Gainax. Neon Genesis Evangelion Newtype 100% Collection = 新世紀エヴァンゲリオン NEWTYPE 100％ COLLECTION (яп.). — Kadokawa Shoten, 1997. — ISBN 4-04-852700-2.
- Neon Genesis Evangelion Film Books (яп.). — Kadokawa Shoten, 1996. — Vol. 4.

### На других языках
- Cannarsi G. Evangelion Encyclopedia (итал.). — Dynit[англ.], 1998. — Vol. 6.
- Drazen P. Anime Explosion!: The What? Why? and Wow! of Japanese Animation (англ.). — Stone Bridge Press, 2014. — 387 p. — ISBN 978-1-61172-013-6.
- Fujie K., Foster M. Neon Genesis Evangelion: The Unofficial Guide (англ.). — Tokyo: DH Publishibg, 2004. — 188 p. — ISBN 9780974596143.
- Redmond D. The World is Watching: Video as Multinational Aesthetics, 1968–1995 (англ.). — Southern Illinois University Press, 2004. — 202 p. — ISBN 9780809325351.